# Selwyn
Selwyn är en kommun (township) i den kanadensiska provinsen Ontario. Den ligger i Peterborough County, i den sydöstra delen av landet, 240 km sydväst om huvudstaden Ottawa.